# Канонерські човни типу «Гор»
Тип  "Гор" складався з двох  канонерських човнів (так званих Рендела або "праскових"), побудованих для Королівського флоту Норвегії між 1884 та 1887 роками. Невеликі, маневренні кораблі, вони були озброєні однією великокаліберною гарматою в якості головного калібру та кількома невеликими швидкострільними гарматами для самооборони. 
Основна гармата була великою для такого невеликого корабля, і займала приблизно  чверть його довжини. При цьому вона мала майже такий калібр (260 мм.), як і важкі гармати деяких  лінійних кораблів того ж періоду. Фактично канонерські човни цього типу, як і інші "канонерки Рендела" будували з розрахунку, що вони будуть спроможні завдати серйозної шкоди ворожим броненосцям чи іншим великим кораблям   

## Історія служби та доля
Незадовго до Першої світової війни обидва кораблі були переоснащені як мінні загороджувачі. Під час цієї реконструкції важку великокаліберну гармату було замінено на більш сучасну 120 мм., а одну із 37  мм. гармат було замінено на більш потужні 57 мм. ("Тюр") та 76  мм. ( "Гор" ) гармати. Коли важкі гармати та боєприпаси були зняті, на канонерських човнах з'явився достатній простір для розміщення 55 мін. 
Обидва кораблі знаходились службі до вторгнення Німеччини в 1940 році, і обидва використовувалися нею до кінця війни. 
Після Другої світової війни кораблі були повернуті Королівському флоту Норвегії та згодом виключені зі складу флоту, хоча тривалий час продовжували експлуатуватися як цивільні судна.   

## Зовнішні посилання
- Військово-морська історія через Flix: KNM Gor [Архівовано 10 листопада 2020 у Wayback Machine.], отримано 1 березня 2006 року
- Byggenummer ved Horten verft, отримано 1 березня 2006 року
- Кораблі ВМС Норвегії, отримані 1 березня 2006 року